# Aéroport municipal de Naples
Ne doit pas être confondu avec l'aéroport de Naples-Capodichino, en Italie.
Pour les articles homonymes, voir APF.
L'aéroport municipal de Naples (code IATA : APF • code OACI : KAPF • code FAA : APF) est un aérodrome public situé à 4 km au nord-est de Naples, ville principale du comté de Collier, en Floride.

## Situation
| Daytona Beach Fort Lauderdale Fort Myers Gainesville Jacksonville Key West Orlando-Melbourne Miami Orlando Orlando-Sanford Panama City Pensacola Punta Gorda Sarasota-Bradenton St. Augustine St. Petersburg-Clearwater Tallahassee Tampa Valparaiso Palm Beach Naples Vero Beach |

## Compagnies et destinations
| Compagnies         | Destinations                         |
| ------------------ | ------------------------------------ |
| ExecAir            | Miami                                |
| Gulf Coast Airways | Key West, Marathon-Florida Keys (en) |